# Flourens, Haute-Garonne
Flourens este o comună în departamentul Haute-Garonne din sudul Franței. În 2009 avea o populație de 1.807 de locuitori.

## Evoluția populației
| An        | 1975 | 1982 | 1990  | 1999  | 2006  | 2009  |
| --------- | ---- | ---- | ----- | ----- | ----- | ----- |
| Populație | 592  | 930  | 1.506 | 1.793 | 1.706 | 1.807 |